# Noches de media luna
Noches De Media Luna es el nombre del segundo álbum de estudio de la cantante venezolana Diveana. Fue producido en Venezuela por Luis Alva. Fue lanzado al mercado por Latina el 1 de mayo de 1992. Algunos de los singles que se promocionaron de este disco fueron: "Lo Que Yo Sé", "De Amor Y De Miel" y, "Noches de Media Luna" fueron algunas canciones de este disco que mayor éxito alcanzaron a nivel radial.

## Canciones
1. Noches De Media Luna
2. Lo Que Yo Sé
3. Cuando Tu Estás Conmigo
4. Boca Loca
5. Lejos De Ti, Cerca Del Cielo
6. Frío Y Distante
7. Y Te Vas
8. De Amor Y De Miel

## Premios
1. Mejor Álbum
2. Canción Del Año
3. Artista Reveladora
4. Mejor composición
5. Mejor Remix

- Datos: Q25408127